# Vall de Ricote
La Vall de Ricote (en castellà Valle de Ricote), també coneguda com a Valle Morisco, és una comarca històrica del Regne de Múrcia, situada al nord de la província de Múrcia i a la conca mitjana del Segura, que engloba els ajuntaments d'Abarán, Blanca, Ricote, Ojós, Ulea, Villanueva del Río Segura i Archena. La petita ciutat d'Archena és la capital de la comarca i seu d'un important balneari. Va ser un dels llocs més poblats de moriscos fins a llur expulsió al segle xv, data que van ser deportats al País Valencià, Algèria i fins i tot a Itàlia.
| \| Municipi \| Població \| Extensió \| Densitat \| \| Archena \| 15.856 \| 15,6 \| 1016,41 \| \| Ojós/Oxós \| 601 \| 45,6 \| 13,17 \| \| Ricote \| 1.509 \| 87,7 \| 17,20 \| \| Ulea \| 989 \| 39,9 \| 24,78 \| \| Villanueva del Río Segura \| 1.749 \| 13,3 \| 131,50 \| \| Total \| 20.103 \| 202,4 \| 99,32 \| |          |          |          |
| Municipi | Població | Extensió | Densitat |
| Archena | 15.856   | 15,6     | 1016,41  |
| Ojós/Oxós | 601      | 45,6     | 13,17    |
| Ricote | 1.509    | 87,7     | 17,20    |
| Ulea | 989      | 39,9     | 24,78    |
| Villanueva del Río Segura | 1.749    | 13,3     | 131,50   |
| Total | 20.103   | 202,4    | 99,32    |